# Nguyên Hiếu Vấn
Nguyên Hiếu Vấn 元好問 (1190-1257), tự Dụ Chi 裕之, hiệu Di Sơn 遺山, quê tại Tú Dung, Thái Nguyên (nay là thành phố Hãn Châu, tỉnh Sơn Tây), là một nhà thơ Trung Quốc cuối nhà Kim đầu nhà Nguyên

## Sự nghiệp
Các thi phẩm của ông
- Hậu đình hoa phá tử kỳ 1, 2
- Hỷ xuân lai kỳ 1, 2, 3, 4
- Kỳ Dương kỳ 2
- Luận thi kỳ 1 đến 30
- Mô ngư nhi - Nhạn khâu
- Nhâm Thìn thập nhị nguyệt xa giá đông thú hậu tức sự kỳ 2
- Phóng ngôn
- Sậu vũ đả tân hà

## Đánh giá
Chu Quyền 朱權 nhà Minh trong "Thái Hoà chính âm phổ" 太和正音譜 bình những bài của ông "như cây tùng đơn độc ở vách đá cuối trời"; từ ngữ mới lạ, cấu tứ cao siêu.